# Erdnussbutter

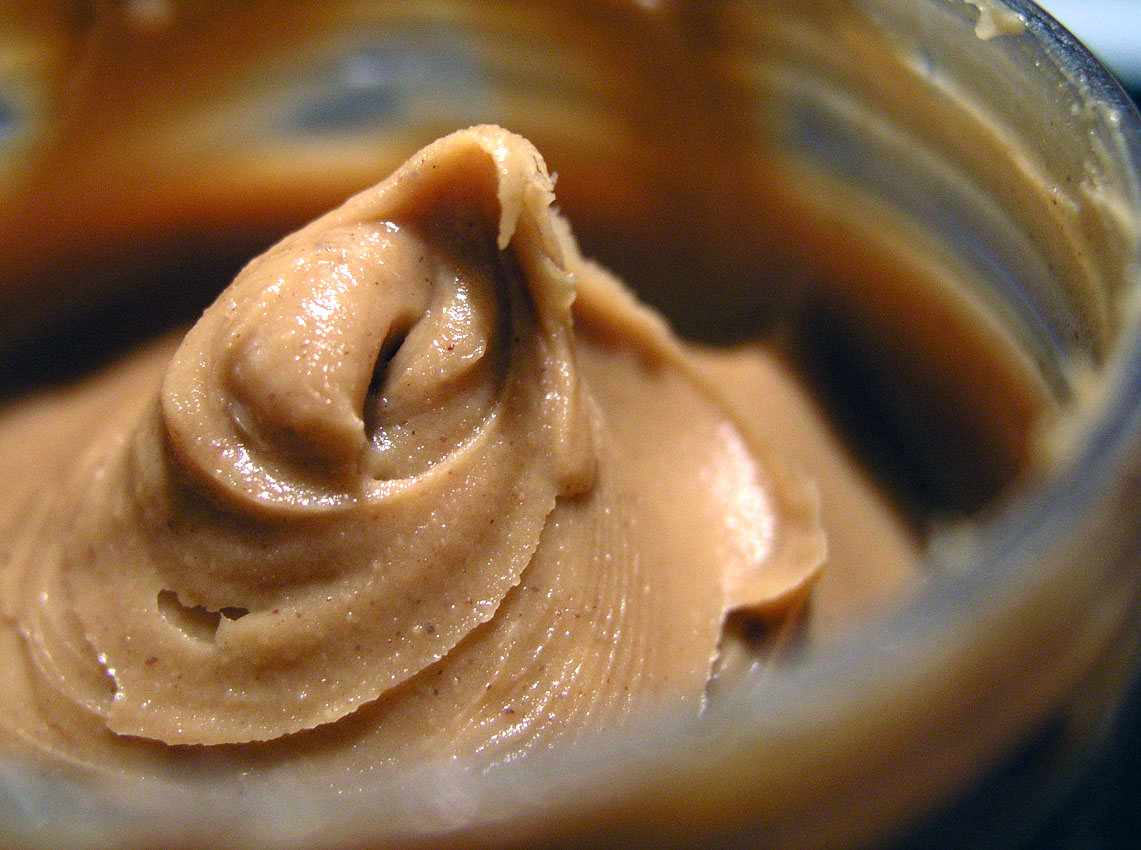
Erdnussbutter

Erdnussbutter, mitunter auch als Erdnusscreme, Erdnussmus oder Erdnusspaste bezeichnet, ist ein energiereicher Brotaufstrich, dessen Hauptbestandteil gemahlene Erdnüsse sind.

## Beschreibung
Zusammen mit meist gehärtetem pflanzlichen Öl (häufig Rapsöl, Baumwollsamenöl, Erdnussöl, Palmöl oder Palmkernöl), Salz und Zucker bilden die Erdnüsse eine homogene, streichfähige Masse. Der Fettanteil von Erdnussbutter ist durch den großen Erdnuss- und Ölanteil sehr hoch. Erdnussbutter enthält im Schnitt 2500 kJ (600 kcal) pro 100 g und ist reich an den Vitaminen E und Nicotinsäure sowie Eiweiß. 
Erdnussbutter wird von vielen Herstellern bei der Produktion von Süß- und Backwaren verwendet. Unter anderem findet sich der Brotaufstrich in Kuchen, Müsli, Plätzchen, Donuts und Schokoriegeln wieder. Auch bei der Vogelfutterproduktion ist Erdnussbutter anzutreffen: Sie dient als Bindemittel bei sogenannten Futterknödeln und Samenstangen, die Wildvögeln als Nahrungsquelle dienen.
Die „Erfindung“ der Erdnussbutter wird oftmals George Washington Carver, der 105 neue Verwendungsmöglichkeiten für die Erdnuss entdeckte, oder John Harvey Kellogg, der nach einem nahrhaften Lebensmittel für seine zahnlosen Patienten suchte und 1895 das von ihm entwickelte Erdnussmehl zum Patent anmeldete, zugeschrieben. Es gibt aber noch mindestens ein älteres Patent des Kanadiers Marcellus G. Edson von 1884 auf ein ähnliches Produkt, und schon 1890 soll ein gewisser George A. Bayle Jr. Nussbutter aus Fässern verkauft haben. Rose Davis aus Alligerville, New York, soll bereits in den 1840er-Jahren Erdnussbutter in streichfähiger Form erfunden haben, nachdem ihr Sohn von kubanischen Frauen berichtet hatte, die Erdnüsse mahlten und die Paste auf Brot aßen.
Bereits 1783 wird im handgeschriebenen Wörterbuch von C. L. Schumann das Wort Pinda-Käse (Pinda = Erdnuss) erwähnt, das für ein surinamisches Gericht „Pinda-Dokunnu“ steht. Dieses Gericht beinhaltete Erdnussmasse noch nicht in streichfähiger Form, sondern war eher schnittfest.
Im Jahr 1872 wurde das Wort Pindakaas (bis heute das niederländische Wort für Erdnussbutter) bei den Ausfuhr-Statistiken von De West-Indiër, einer Zeitung der dortigen Niederländischen Kolonien, vielleicht für streichfähige Erdnusspaste benutzt. 1948 führte Calvé als Erste Erdnussbutter in den Niederlanden ein.

## Varianten
Im Handel sind die Varianten „grob“ (crunchy) und als eigentliche Erdnussbutter „fein“ (creamy). Darüber hinaus existieren auch verschiedene weitere Versionen, die zum Teil nicht im deutschsprachigen Raum erhältlich sind, darunter „sehr grob“ (extra crunchy) und Varianten mit reduziertem Fettanteil oder Zusätzen wie Honig, Karamell und Kakao.
Niederländische Erdnussbutter unterscheidet sich von amerikanischer Erdnussbutter durch ihren mehr herzhaften statt süßen Geschmack. 
Pürierte Erdnüsse ohne weitere Zusätze von Öl oder Zucker (lediglich Salz ist gebräuchlich) werden als Erdnussmus bezeichnet.

## Verbreitung

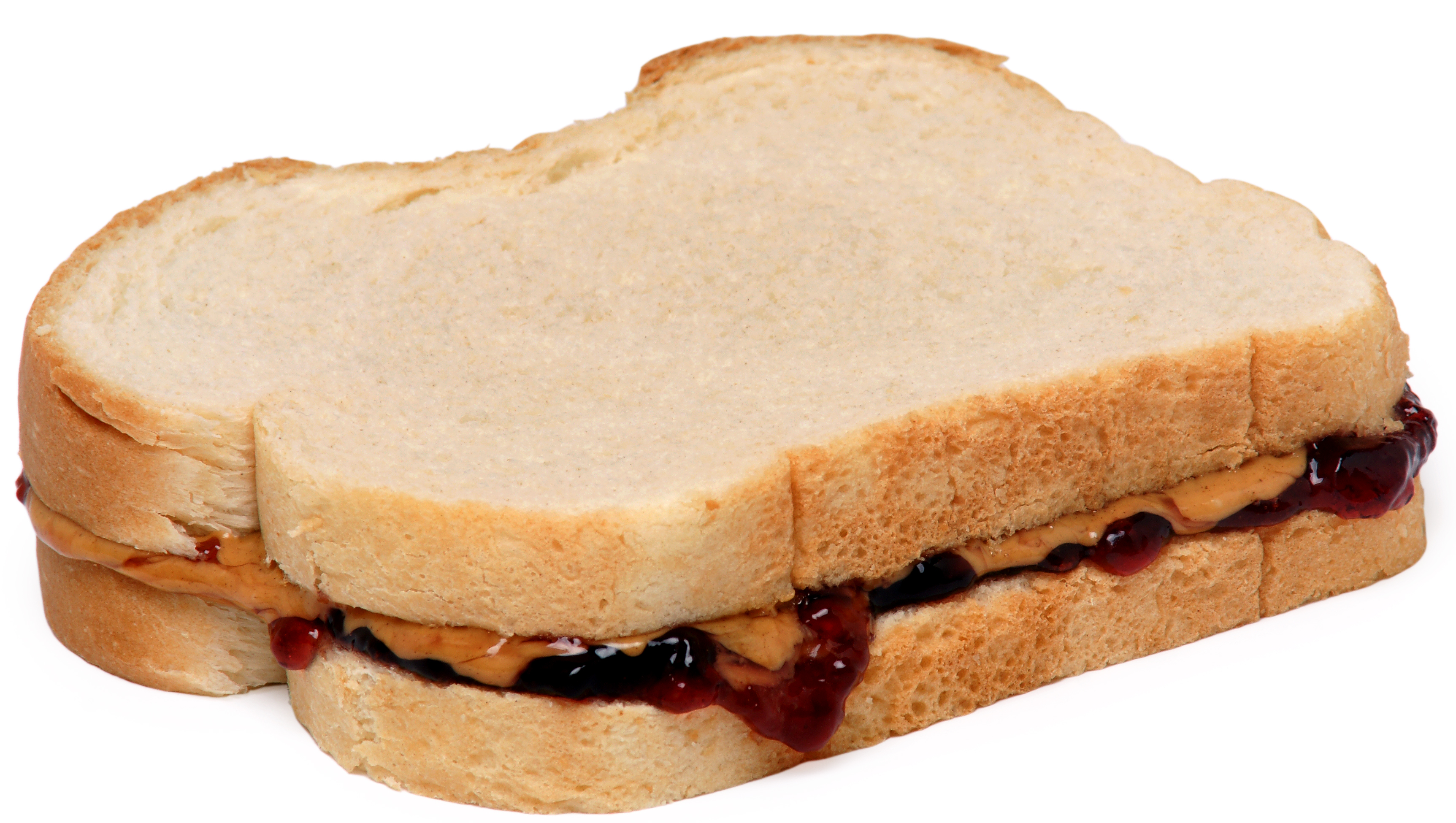
Peanut Butter and Jelly Sandwich

Populär ist Erdnussbutter vor allem in Nordamerika, den Niederlanden und Teilen von Asien, besonders auf den Philippinen und in Indonesien, wo sie Bestandteil vieler Gerichte ist. Auch im Vereinigten Königreich, in Australien und Südafrika ist der Brotaufstrich aus Erdnüssen sehr verbreitet.
In Nordamerika ist beispielsweise das Peanut Butter and Jelly Sandwich beliebt, ein Sandwich mit Erdnussbutter und Fruchtgelee. Ein vor allem in den Neuengland-Staaten der USA bekanntes Sandwich aus Weißbrot mit Erdnussbutter und Marshmallowcreme (fluff) bezeichnet man als Fluffernutter. Auch in Kombination mit Schokolade findet die Creme in Form von Peanut Butter Cups Verbreitung.
Plumpy’nut ist eine energiereiche Paste aus Erdnussbutter, Milchpulver, Öl und Zucker zur Behandlung von moderater Unterernährung im Bereich der humanitären Hilfe.
In der niederländischen Sprache heißt Erdnussbutter „pindakaas“ (wörtlich „Erdnusskäse“) und bildet damit im europäischen Bereich sprachlich eine Ausnahme. Grund dafür ist, dass nur Produkte, die tatsächlich Butter enthalten, nach niederländischem Recht auch das Wort Butter in ihrem Namen tragen dürfen. Als die Firma Calvé 1948 erstmals Erdnussbutter auf dem niederländischen Markt anbot, wurde das Produkt deshalb „Käse“ genannt; dieser Begriff wurde schon für einige Produkte wie „leverkaas“ (Leberkäse) und „hoofdkaas“ (Presswurst) benutzt (die auch keinen Käse enthielten) und war zudem in der ehemaligen niederländischen Kolonie Suriname bereits die Benennung für gepresste Erdnussmasse.

## Gesetzliche Regelungen
Der Begriff Butter darf nach europäischem Recht eigentlich nur für Milcherzeugnisse verwendet werden, aber Erdnussbutter zählt zu den zahlreichen Ausnahmen von dieser Regel, der Begriff ist also zulässig.
In den Vereinigten Staaten muss Erdnussbutter per Rechtsverordnung mindestens 90 % Erdnussbestandteile und darf nicht mehr als 55 % Fett enthalten. Würzmittel und Stabilisatoren sind als Zusätze erlaubt, künstliche Aroma- und Süßstoffe, chemische Konservierungsmittel und künstliche Lebensmittelfarbstoffe sind verboten.
In der Europäischen Union gibt es keine Vorgaben bezüglich des Erdnuss- oder Fettanteils. Im Naturkosthandel wird jedoch zwischen Erdnussmus und Erdnussbutter unterschieden. Während nach der hier gängigen Praxis Erdnussmus entweder zu 100 % aus Erdnüssen besteht oder als einzige weitere Zutat Speisesalz enthält, sind in Erdnussbutter auch weitere Zutaten enthalten. Diese Bezeichnungen sind aber weder durch deutsches noch durch europäisches Recht geschützt.